# Маврикий (Баранов)
Схиигу́мен Маври́кий (в миру Михаи́л Ива́нович Бара́нов; 30 декабря 1838, село Ивашево-Поддубное, Ярославская губерния — 9 февраля 1918, Валаамский монастырь) — настоятель Валаамского монастыря с 1907 по 1918 годы.

## Биография
Родился 30 декабря 1838 в селе Ивашево-Поддубное Ростовского уезда в крестьянской семье. Получил домашнее образование. Работал приказчиком в хлебном магазине в Санкт-Петербурге.
Поступил в Валаамский Спасо-Преображенский монастырь (1888), послушник (1889). В монашество пострижен 15 января 1893 года с наречением имени Маврикий. Рукоположен во иеродиакона 29 июня 1893 года, в иеромонаха 6 ноября 1894 года.
Управляющий Валаамским подворьем в Санкт-Петербурге, служил в Общине сестер милосердия на улице Сергиевская и домовом храме М. В. Орловой-Давыдовой. Казначей (1903), наместник (1905), настоятель Валаамского монастыря, игумен (1907).
Награждён наперсным крестом (1904) и орденом Святого Владимира 4-й степени (1915).
В 1917 году член Поместного собора Православной российской церкви по должности, участвовал в 1-й сессии, член XI отдела.
В декабре 1917 году пострижен в великую схиму с прежним именем. Похоронен на Старом Братском кладбище Валаамского монастыря.
В Национальном архиве Республики Карелия хранятся Письма схиигумена Маврикия. Частично они были опубликованы в ниге «Валаамские светильники духа» (2015).

## Комментарии
1. ↑  Деревня Ивашево (Ивашева, Поддубново)[1] находилась в 18 верстах от Ростова и относилась ко 2-му стану Ростовского уезда Ярославской губернии; не сохранилась[2], ныне — территория Инальцинского сельского поселения в Борисоглебском районе, Ярославская область[3].